# Scotopteryx planicolor
Scotopteryx planicolor là một loài bướm đêm trong họ Geometridae.